# HD 41004 A b
HD 41004 Ab ist ein Exoplanet, der den Hauptreihenstern HD 41004 A alle 963 Tage umkreist. Auf Grund seiner hohen Masse wird angenommen, dass es sich um einen Gasplaneten handelt.

## Entdeckung
Der Planet wurde mit Hilfe der Radialgeschwindigkeitsmethode von S. Zucker et al. im Jahr 2004 entdeckt.

## Umlauf und Masse
Der Planet umkreist seinen Stern in einer Entfernung von etwa 1,7 Astronomischen Einheiten bei einer Exzentrizität von 74 Prozent und hat eine Masse von etwa 813,8 Erdmassen beziehungsweise 2,56 Jupitermassen.

## Einzelbelege
1. ↑  Zucker, S.; Mazeh, T.; Santos, N. C.; Udry, S.; Mayor, M., Astronomy and Astrophysics, v. 426, p. 695–698 (2004)